# José Leandro Andrade
José Leandro Andrade (Salto, 21. studenog 1901. – Montevideo, 5. listopada 1957.), urugvajski profesionalni nogometaš. Poznat je bio i pod nadimkom Crno čudo (maravilla negra). Tijekom svoje karijere slovio je za jednog od najboljih svjetskih igrača.

## Životopis

### Rani život
Andrade je rođen u Saltu 1901. godine. Njegova majka bila je argentinskog podrijetla. U ranoj dobi Andrade se preselio u Palermo barrio u Montevideu, gdje je živio s tetkom.
Prije profesionalnog bavljenja nogometom u Urugvaju, radio je brojne poslove. Radio je i kao karnevalski glazbenik svirajući bubnjeve, violinu i tamburin. U različitim razdobljima u njegovom život radio je i kao čistač cipela te kao novinski prodavač.

### Karijera
Kao tinejdžer Andrade je igrao za Miramar Misiones iz Montevidea. U ranim 1920-im Andrade je potpisao za klub Bella Vista, gdje je odigrao 71 utakmicu i postigao sedam golova. Dok je igrao za Bella Vistu po prvi puta je bio izabran u reprezentaciju.
Andrade kasnije prelazi u Nacional, gdje je osvojio četiri urugvajska prvenstva i tri nacionalna kupa.
Andrade prelazi u Peñarol 1930. gdje je odigrao 88 utakmica u narednih nekoliko godina. Od sredine 1930-ih je igrao za nekoliko momčadi u Argentini, uključujući Atlantu, i Lanús-Talleres. Također je odigrao i jednu sezonu za urugvajske Wandererse.
Andrade je zabilježio 34 nastupa za urugvajsku nogometnu reprezentaciju i zabio jedan gol. Andrade je igrao za pobjedničku urugvajsku momčad u Južnoameričkim prvenstvima (danas poznato kao Copa America) 1923., 1924. i 1926.
Andrade je osvojio svoj prvu zlatnu olimpijsku medalju na 1924. godine u Parizu. Bio je priznat kao prvi crnački međunarodni nogometaš koji je igrao olimpijski nogomet. Godine 1928. osvojio je svoju drugu zlatnu olimpijsku medalju na Olimpijskim igrama 1928. u Amsterdamu. Tijekom polufinalne utakmice protiv Italije, Andrade je ozlijedio oko udarivši glavom u stativu. Kasnije se njegovo stanje pogoršalo do te mjere da je postao slijep na to oko.
Treću olimpijsku medalju osvojio je 1930. godine. Na kraju turnira je izabran u all-star momčad. U čast njegovim postignućima ispred stadiona Estadio Centenario postavljena je plaketa. Andrade je umro od tuberkuloze u siromaštvu 1957. godine u staračkom domu u Montevideu.